# Jörg Siegert
Jörg Siegert (* 1959) ist ein deutscher Sachbuchautor und Militärhistoriker.

## Leben
Siegert war Offizier der NVA und diente im Panzerregiment 1 „Friedrich Wolf“ der 1. MSD in Beelitz als Kompaniechef. Seine Bücher behandeln hauptsächlich die Technik der NVA mit dem Schwerpunkt Panzerfahrzeuge. Sie erscheinen im Motorbuchverlag Stuttgart. Er betreibt die Website www.militaertechnik-der-nva.de und wohnt in Potsdam.

## Werke
- Typenkompass Panzer der NVA 1956 bis 1990, Motorbuch, Stuttgart 2008, ISBN 978-3-613-02954-5, (e-book: Panzer der NVA, Motorbuch, Stuttgart 2014)
- Typenkompass Panzer der NVA: Radfahrzeuge 1956–1990, Motorbuch, Stuttgart 2009, ISBN 978-3-613-03016-9.
- Typenkompass Artilleriesysteme der NVA: 1949–1990, Motorbuch, Stuttgart 2011, ISBN 978-3-613-03289-7.
- Die Kampfpanzer der NVA, (mit Walter J. Spielberger und Helmut Hanske), Motorbuch, Stuttgart 1996, ISBN 3-613-01759-8.
- Deutsche Militärfahrzeuge: Bundeswehr und NVA, (mit Lutz-Reiner Gau und Jürgen Plate), Motorbuch, Stuttgart 2001, ISBN 3-613-02152-8.
- Kampfpanzer der NVA, (mit Helmut Hanske), Motorbuch, Stuttgart 2011, ISBN 978-3-613-03294-1.
- Radfahrzeuge der NVA: Lkw, Pkw und Kräder, (mit Lutz-Reiner Gau), Motorbuch, Stuttgart 2014, ISBN 978-3-613-03599-7.
- Landgestützte Raketensysteme der NVA – Boden-Boden, Mediascript GbR, Berlin 2020, ISBN 978-3-9814822-8-7